# 野口シカ

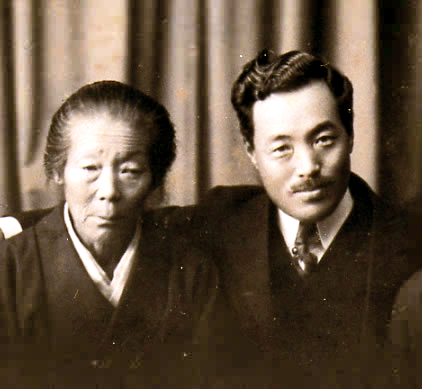
野口英世と母シカ（野口英世記念館蔵）

野口 シカ（のぐち シカ、1853年10月18日（嘉永6年9月16日） - 1918年（大正7年）11月10日）は、日本の助産師、野口英世の母親。

## 人物
陸奥国耶麻郡三城潟村（現・福島県耶麻郡猪苗代町）出身。1872年に小桧山佐代助と結婚し、イヌ・清作（後の英世）・清三の2男1女（その他に、死産した男児、及びイヌの双子の兄弟（生後10日ほどで死去）がいる）を生む。
清作（後の英世）が囲炉裏に落ちて大火傷を負ったことを生涯に渡って悔い続けていたと言われる。故に、英世が出世していくことを誰よりも悦んだといわれるが、「息子がどんな勲章を貰ったとしても自分にはそれがどのような立派なものかはわからないが、息子が向こうで元気でやっているのなら、それで良い」と息子の出世を決して自慢するようなことはなかったとも伝わる。
シカは農作業のかたわら、45歳の時から副業として産婆を営むようになった。1899年、産婆の開業について政府による新しい免許制度が創設され、全ての産婆に免許の取得が義務付けられた時、シカは満足に文字の読み書きができなかった。幼少時、祖父、両親が相次いで家を出、また幕末という世相でまだ学校制度が確立していなかったため、近所の子供が寺子屋に通う中、身体を壊した祖母や家計のために子守などの丁稚奉公に従事して教育を受ける機会がなかった。そこで、近所の寺の住職に頼み込んで一から読み書きを教えてもらい、苦労の末に国家試験に合格、正式な産婆の免許を取得し、生涯にわたって合計2000件近くの出産に貢献した。そのためシカは近隣の人々から非常に慕われており、また息子英世の名声もあって、1918年11月10日にシカがスペインかぜのため死去した際には村始まって以来の盛大な葬儀が行われたと言われている。
前記の通り、成人してのちに読み書きを覚えたが、その後1912年1月23日付でアメリカの英世に宛てた手紙が現存しており、漢字（当て字）・ひらがな・カタカナの混じった文章で表記されている。